# Hejtmanite
La hejtmanite è un minerale appartenente al supergruppo della seidozerite e al gruppo della bafertisite.